# Кедар
{{Taxobox
| name = Кедар
| image = Cèdre du Liban Barouk 2005.jpg
| image_width = 250п
| image_caption = либански кедар
| regnum = 
| divisio = 
| classis = 
| ordo = 
| familia = 
| genus = 
| genus_authority = 
| subdivision_ranks = Врсте
| subdivision =
- -{Cedrus deodara
- Cedrus libani}-

}}
Кедар (лат. Cedrus) је род четинара из породице борова (Pinaceae). Обухвата 4 врсте, распрострањене у високопланинским областима Медитерана и западних падина Хималаја. Род кедар је сродан роду јела (Abies), што се може уочити у грађи шишарки.

## Опис
Биљке рода кедар су високо зимзелено планинско дрвеће, са широком и неправилном крошњом код старијих стабала. Повијеност врха стабла је карактеристика овог рода. Четине трају 3—6 година, могу бити различитих боја (од жуто-зелене до пепељаст плаве), различито распоређене на кратким и дугим изданцима. Четине су крупне, зашиљене, обично троугаоне и са два смолна канала. Кратки изданци (краткорасти) поседују до 40 четина сакупљених у праменове, док су на дугим изданцима четине појединачне и спирално распоређене. Једнодоме су врсте; имају мушке ресолике цветове дуге око 5 cm, ваљкастог облика. Зреле шишарице су усправне, дуге, зреле у другој или трећој години, распадају се; стерилне љуспе врло ситне, покривене фертилним љуспама. Семе има велики крилати додатак. Физиолошку старост кедрови достижу око тридесете-четрдесете године. Цвета у јесен. 

## Класификација
Кедрови деле веома сличну структуру шишарки као и јеле (Abies) и традиционално се сматрало да су најближе њима, али молекуларни докази подржавају базални положај у породици.

### Филогенија
|  | C. deodara (Roxburgh ex Don) Don                                                                   |
|  | |
|  | \| \| C. atlantica (Endlicher) Manetti ex Carrière \| \| \| \| \| \| C. libani Richard \| \| \| \| |
|  | |
|  | C. atlantica (Endlicher) Manetti ex Carrière                                                       |
|  | |
|  | C. libani Richard                                                                                  |
|  | |

|  | C. atlantica (Endlicher) Manetti ex Carrière |
|  |                                              |
|  | C. libani Richard                            |
|  |                                              |

|  | C. deodara (Roxburgh ex Don) Don                                                                   |
|  | |
|  | \| \| C. atlantica (Endlicher) Manetti ex Carrière \| \| \| \| \| \| C. libani Richard \| \| \| \| |
|  | |
|  | C. atlantica (Endlicher) Manetti ex Carrière                                                       |
|  | |
|  | C. libani Richard                                                                                  |
|  | |

|  | C. atlantica (Endlicher) Manetti ex Carrière |
|  |                                              |
|  | C. libani Richard                            |
|  |                                              |

|  | C. deodara (Roxburgh ex Don) Don                                                                   |
|  | |
|  | \| \| C. atlantica (Endlicher) Manetti ex Carrière \| \| \| \| \| \| C. libani Richard \| \| \| \| |
|  | |
|  | C. atlantica (Endlicher) Manetti ex Carrière                                                       |
|  | |
|  | C. libani Richard                                                                                  |
|  | |

|  | C. atlantica (Endlicher) Manetti ex Carrière |
|  |                                              |
|  | C. libani Richard                            |
|  |                                              |

|  | C. deodara (Roxburgh ex Don) Don                                                                   |
|  | |
|  | \| \| C. atlantica (Endlicher) Manetti ex Carrière \| \| \| \| \| \| C. libani Richard \| \| \| \| |
|  | |
|  | C. atlantica (Endlicher) Manetti ex Carrière                                                       |
|  | |
|  | C. libani Richard                                                                                  |
|  | |

|  | C. atlantica (Endlicher) Manetti ex Carrière |
|  |                                              |
|  | C. libani Richard                            |
|  |                                              |

### Таксономија
Пет таксона рода Cedrus су додељена према таксономском мишљењу између једне и четири врсте. Најстарији познати фосил из рода Cedrus је Cedrus penzhinaensis познат по фосилном дрвету пронађеном у седиментима ране креде (алб) Камчатке, Русија.
врста Cedrus deodara (Roxb.) G.Don.
врста Cedrus libani, са четири таксона
 — либански кедар
 — турски кедар
 — кипарски кедар
 — атласки кедар
Различити аутори различито деле род Cedrus на врсте. Горе приказана подела на две врсте, од којих једна садржи четири варијетета, је савремено гледиште ботаничара. У хортикултури, али и у неким ботаничким радовима, среће се подела рода на четири врсте:
Cedrus atlantica — атласки кедар
Cedrus deodara — хималајски кедар
Cedrus libani — либански кедар
Cedrus brevifolia — кипарски кедар

## Употребе
Кедрови су веома популарна орнаментална стабла, која налазе широку примену у хортикултури у умереним климама где зимске температуре не падају испод око −25  °C. Турски кедар је нешто отпорнији, до −30  °C или нешто ниже. Екстензивни морталитет засађених узорака може се јавити током јаких зима кад температуре падају ниже. Области са успешном дугорочном култивацијом обухватају читав медитерански регион, западну Европу северно до Британских острва, јужну Аустралију и Нови Зеланд и јужни и западни део Северне Америке.
Познато је да су кедрово дрво и кедрово уље природни репеланти мољаца, стога је кедар популарна облога у данашњим кедровим орманима и плакарима у којима се чува вунена одећа. Ова специфична употреба кедра је поменута у Илијади (књига 24), где се помиње како Пријам иде у кедром закровљену или обложену складишну комору да узме благо које ће се користити за откуп. Међутим, врста која се типично користи за кедарске сандуке и ормаре у Северној Америци је Juniperus virginiana, што се разликује од правог кедра (исто тако често долази до поистовећивања са са Thuja spp. below). Кедар се често користи за прављење калупа за ципеле, јер може да апсорбује влагу и деодорише.
Многе врсте кедровог дрвета су подесне за формирање бонсаи експоната. Оне се добро показују у многим стиловима, укључујући формални и неформални усправни, нагнути, и каскадни.
У Северној Америци, врсте рода Thuja, као што је западни црвени кедар, су честе — мада се погрешно — поистовећују са правим кедром, као што је J. virginiana, који је типично познати као црвени кедар или источни црвени кедар. Док се неке натурализоване врсте кедра (Cedrus, прави кедар) могу наћи у Америкама, ни једна врста није аутохтона.

## Галерија
- четине на кратком изданку
- кедрово дрво